# Lindera
Lindera es un género con 80 a 100 especies de plantas con flores perteneciente a la familia Lauraceae. Es originario de Asia y América. El género fue descrito por Carl Peter Thunberg y publicado en Nova Genera Plantarum 3: 64 en el año 1783. La especie tipo es Lindera umbellata Thunb.
Las especies en su mayoría son nativas del este de Asia pero con tres especies en el este de América del Norte.

## Descripción
Las especies son arbustos y pequeños árboles. Las hojas pueden ser caducifolias o perennifolias dependiendo de la especie, y  son alternas, enteras o trilóbuladas y fuertemente aromáticas con un olor picante. Las flores son pequeñas, amarillentas, con seis tépalos. El fruto es una drupa roja, púrpura o negra que contiene una sola semilla.

## Especiesseleccionadas
| - Lindera aggregata - Lindera akoensis - Lindera angustifolia - Lindera benzoin - Lindera chienii - Lindera chunii - Lindera communis - Lindera doniana - Lindera erythrocarpa - Lindera flavinervia - Lindera floribunda - Lindera foveolata - Lindera fragrans - Lindera glauca - Lindera gracilipes - Lindera guangxiensis - Lindera kariensis - Lindera kwangtungensis - Lindera latifolia - Lindera limprichtii - Lindera longipedunculata - Lindera lungshengensis - Lindera megaphylla | - Lindera melissifolia - Lindera metcalfiana - Lindera monghaiensis - Lindera motuoensis - Lindera nacusua - Lindera neesiana - Lindera obtusiloba - Lindera praecox - Lindera prattii - Lindera pulcherrima - Lindera reflexa - Lindera robusta - Lindera rubronervia - Lindera setchuenensis - Lindera strychnifolia - Lindera subcoriacea - Lindera supracostata - Lindera thomsonii - Lindera tienchuanensis - Lindera tonkinensis - Lindera umbellata - Lindera villipes |